# Мерш
Мерш (люкс. Miersch, фр. Mersch) — коммуна в Люксембурге, располагается в округе Люксембург. Коммуна Мерш является частью кантона Мерш. В коммуне находится одноимённый населённый пункт.
Население составляет 7557 человек (на 2008 год), в коммуне располагаются 3138 домашних хозяйств. Занимает площадь 49,74 км² (по занимаемой площади 5 место из 116 коммун). Наивысшая точка коммуны над уровнем моря составляет 428 м. (36 место из 116 коммун), наименьшая 208 м. (31 место из 116 коммун).

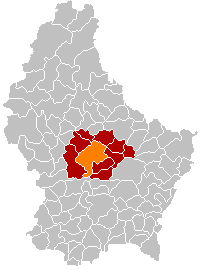
Оранжевый цвет - коммуна Мерш, красный - кантон Мерш.